# Schron w Tarxien
Schron w Tarxien (malt. Xelters f’Ħal Tarxien, ang. WWII Tarxien Shelter) – schron z okresu II wojny światowej, położony na Malcie w miejscowości Tarxien. Usytuowany jest w bezpośrednim sąsiedztwie tamtejszego kościoła parafialnego. Schron ma powierzchnię 119 m² i mógł pomieścić do 150 osób. Do dziś zachowały się oryginalne napisy na drzwiach wejściowych. W 2009 roku obiekt został przekazany władzom lokalnym w celu utworzenia w nim atrakcji turystycznej
Obiekt jest wpisany na listę National Inventory of the Cultural Property of the Maltese Islands pod numerem 00053.